# Gran Premio de la República 1932
La primera edición del Gran Premio de la República se disputó el día 14 de abril de 1932 para conmemorar el primer aniversario de la proclamación de la Segunda República de España, con un recorrido de 125 kilómetros con inicio y final en Éibar. Se trató de la primera carrera guipuzcoana que se disputaba aquel año.
El vencedor de la carrera fue Luciano Montero. El corredor español consiguió la victoria en el esprint contra los corredores franceses Gabriel Hargues y Jean-Baptiste Intcegaray y el español Federico Ezquerra.
El Unión Club de Irún fue el vencedor del trofeo social con 14 puntos por delante del Ciclista Bilbaína con 21 puntos. El club irunés también fue el vencedor del trofeo para cinco corredores.

## Clasificaciones
| \| 1. \| Luciano Montero \| España \| 4h 1' 20" \| \| 2. \| Gabriel Hargues \| Francia \| 4h 01' 20" \| \| 3. \| Jean-Baptiste Intcegaray \| Francia \| 4h 01' 20" \| \| 4. \| Federico Ezquerra \| España \| 4h 01' 20" \| \| 5. \| Louis Capdepuy \| Francia \| 4h 02' 10" \| \| 6. \| Salvador Cardona \| España \| 4h 04' 15" \| \| 7. \| Ricardo Montero \| España \| 4h 04' 15" \| \| 8. \| Francisco Cepeda \| España \| 4h 04' 15" \| \| 9. \| Jesus Dermit \| España \| 4h 04' 40" \| \| 10. \| Eusebio Bastida \| España \| 4h 06' 25" \| \| 11. \| Raphael Dupau \| Francia \| 4h 07' 50" \| \| 12. \| Andrés Arriaga \| España \| \| \| 13. \| José Mardaras Nazabal \| España \| \| \| 14. \| Leon Orue \| España \| \| \| 15. \| Dages \| España \| \| \| 16. \| Joaquín Iturri \| España \| \| \| 17. \| José Urdangarin \| España \| \| \| 18. \| Angel Oscoz \| España \| \| \| 19. \| Anastacio Ayerdi \| España \| \| \| 20. \| Ojenola \| España \| \| \| 21. \| Francisco Uribarri \| España \| \| \| 22. \| Arturo Ezquerra \| España \| \| |                          |         |            |
| 1. | Luciano Montero          | España  | 4h 1' 20"  |
| 2. | Gabriel Hargues          | Francia | 4h 01' 20" |
| 3. | Jean-Baptiste Intcegaray | Francia | 4h 01' 20" |
| 4. | Federico Ezquerra        | España  | 4h 01' 20" |
| 5. | Louis Capdepuy           | Francia | 4h 02' 10" |
| 6. | Salvador Cardona         | España  | 4h 04' 15" |
| 7. | Ricardo Montero          | España  | 4h 04' 15" |
| 8. | Francisco Cepeda         | España  | 4h 04' 15" |
| 9. | Jesus Dermit             | España  | 4h 04' 40" |
| 10. | Eusebio Bastida          | España  | 4h 06' 25" |
| 11. | Raphael Dupau            | Francia | 4h 07' 50" |
| 12. | Andrés Arriaga           | España  |            |
| 13. | José Mardaras Nazabal    | España  |            |
| 14. | Leon Orue                | España  |            |
| 15. | Dages                    | España  |            |
| 16. | Joaquín Iturri           | España  |            |
| 17. | José Urdangarin          | España  |            |
| 18. | Angel Oscoz              | España  |            |
| 19. | Anastacio Ayerdi         | España  |            |
| 20. | Ojenola                  | España  |            |
| 21. | Francisco Uribarri       | España  |            |
| 22. | Arturo Ezquerra          | España  |            |